# Alsace - Plaine Images (métro de Lille)
Pour les articles homonymes, voir Alsace.
La station Alsace - Plaine Images est une station de la ligne 2 du métro de Lille. Elle est située sous le boulevard de la République à la hauteur de l'intersection entre ce boulevard, la rue d'Alsace et le boulevard d'Armentières, à Roubaix. Elle dessert le quartier Fresnoy Mackellerie - Armentières.
Elle est inaugurée le 18 août 1999.

## Situation sur le réseau
La station Alsace - Plaine Images du métro de Lille est située sur la ligne 2 entre les stations Gare Jean-Lebas Roubaix et Mercure, respectivement à Roubaix et à Tourcoing.

## Histoire
La station de métro est inaugurée le 18 août 1999. Elle doit son nom originel au boulevard d'Alsace qu'elle dessert. Elle est due à l'architecte José Oca.
Elle est rebaptisée Alsace - Plaine Images en 2024 en raison de sa proximité avec le site Plaine Images, site d'excellence de la Métropole Européenne de Lille dédiée aux industries culturelles et créatives. Plaine Images regroupe des entreprises,  des écoles, un centre de recherches, un studio de tournage, de doublage et un coworking et accueille chaque jour 2 000 personnes.

## Services aux voyageurs

### Accès et accueil
Elle comporte un accès et un ascenseur en surface, il y trois niveaux : niveau - 1 : accès vers la salle des billets ; niveau - 2 : salle des billets et choix de la direction du trajet ; niveau - 3 : voies centrales et quais opposés.
- Architecture intérieure

"Architecture
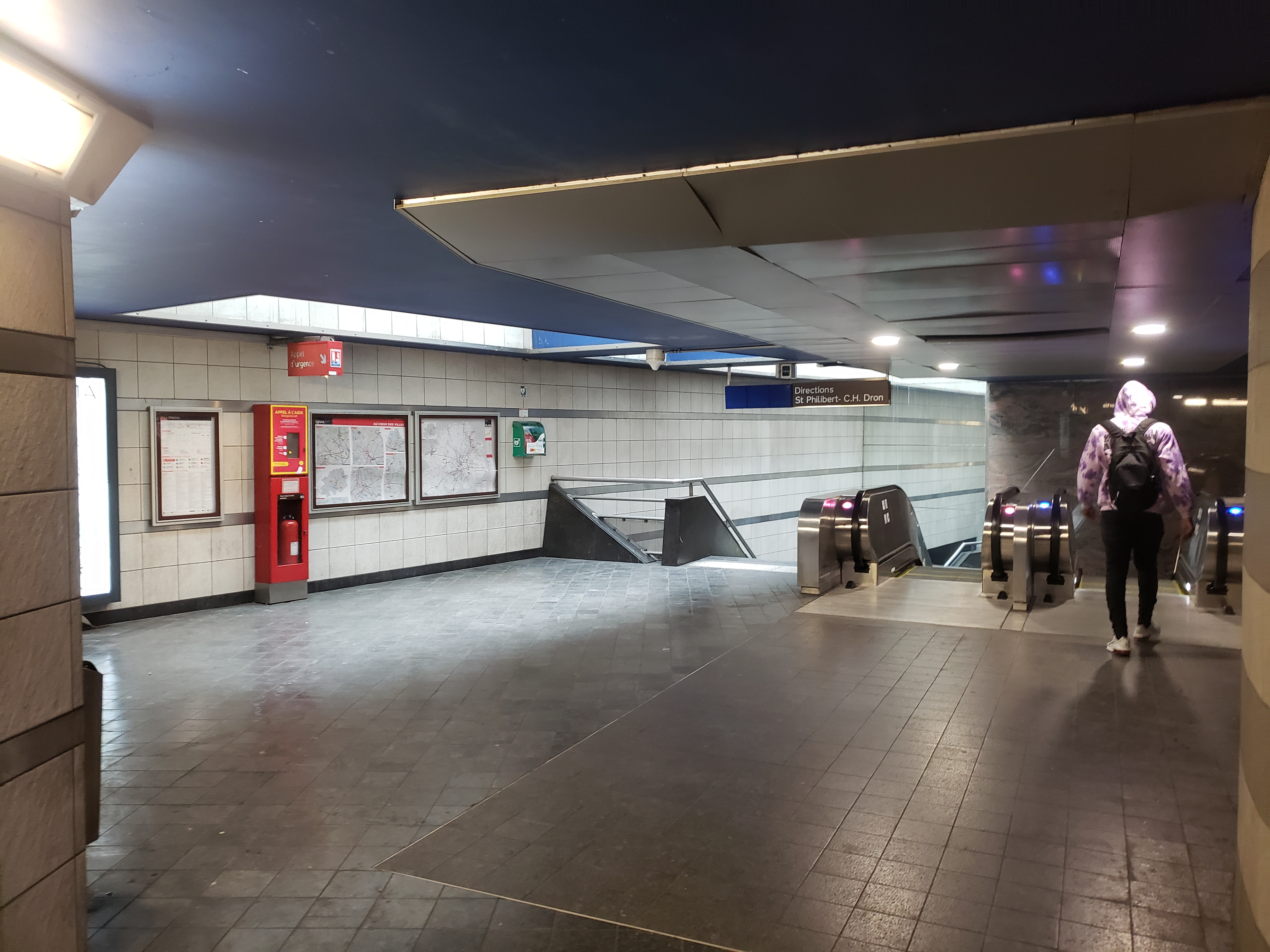
Niveau-1 de la station
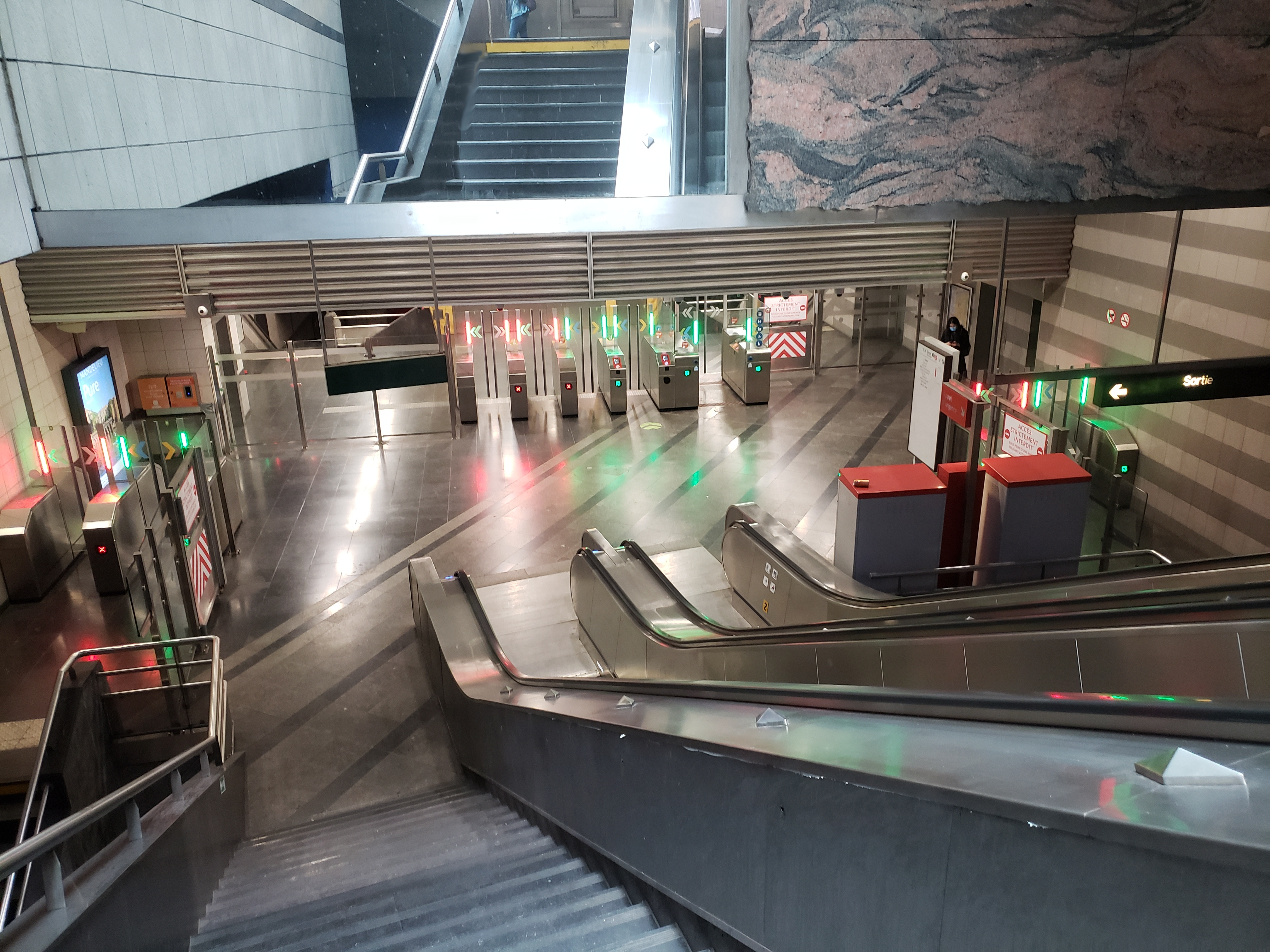
Vue générale de la mezzanine
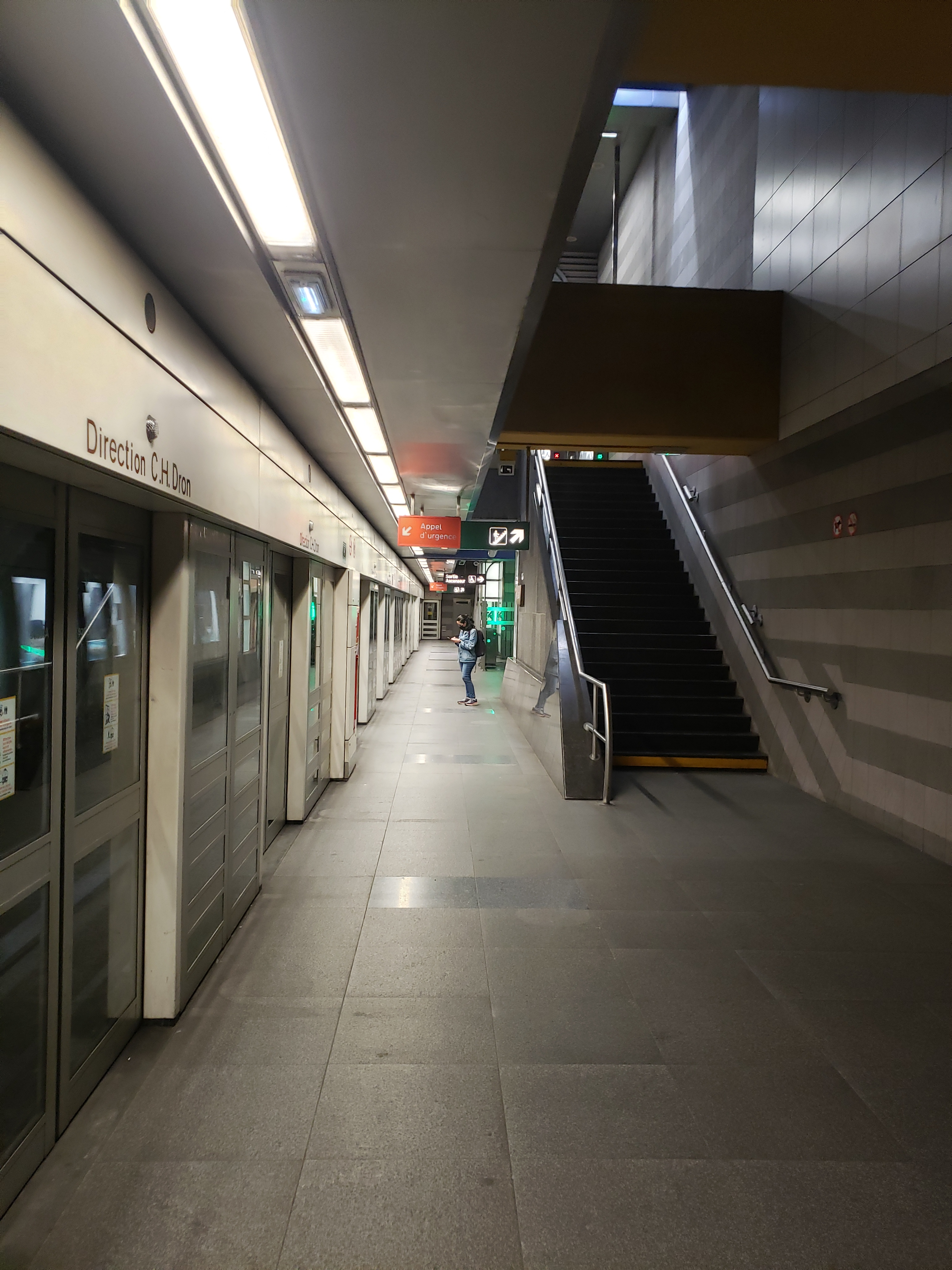
Quai en direction de CH Dron

### Intermodalité
Aucune ligne de bus ne dessert la station.

## À proximité
- Le Fresnoy